# Nullptr
nullptr是C++11语言标准用来表示空指针的常量值，可以指派給任意類型的指標變數。部分編譯器將之視為一個關鍵字，例如Visual Studio，部分使用舊標準的C++編譯器則未實作需要自行定義或引入額外的標頭檔。

## 定義
在C语言中，空指標可以使用(void *)0;來表示，且標準庫中也是如此定義，但在C++语言中，由于对语法的类型检查更为严格，因而空指针的值就不能表示为(void *)0;。例如，空指针的值表示为FILE *fp=(void *)0;编译报错。所以至少自C++98开始#define NULL 0。 但这会在函数重载时遇到新的困难。例如
```
void
 
foo
(
char
 
c
,
 
void
 
*
p
);

void
 
foo
(
char
 
c
,
 
int
 
i
);

int
 
main
()

{

    
foo
(
'x'
,
NULL
);
//匹配哪个版本的foo()？

}

```

C++11开始，定义了空指针的常值为nullptr，解决了上述函数重载问题。
在没有C++11的nullptr时，可以自己实现一个：
```
const
 
class
 
nullptr_t

{

public
:

    
template
<
class
 
T
>

    
inline
 
operator
 
T
*
()
 
const

        
{
 
return
 
0
;
 
}

    
template
<
class
 
C
,
 
class
 
T
>

    
inline
 
operator
 
T
 
C
::*
()
 
const

        
{
 
return
 
0
;
 
}

 

private
:

    
void
 
operator
&
()
 
const
;

}
 
nullptr
 
=
 
{};

```

C++语言标准规定： 值0或std::nullptr_t类型的纯右值是空指针常量（null pointer constant）。可以通过空指针转换(null pointer conversion)成为某个类型的空指针值(null pointer value)。
C++语言标准还规定，在实参个数多于形参个数时（即可变参数个数的函数调用，可用va_arg来访问），多出来的实参如果是std::nullptr_t类型，则转化为(void *)0供函数访问。
std::nullptr_t定义在标准头文件<cstddef>中。但实际上在源程序中不包含该头文件仍可以正常使用nullptr_t类型与nullptr对象。

## nullptr_t
nullptr_t是字面常數nullptr的資料型態。它是一種特殊的類型，並不是一種指標類型也不是指向任何種變數型態的指標類型。nullptr_t位於std命名空間中，且定義於<cstddef>標頭檔中。可透過is_null_pointer來檢查物件是否為這種型態。